# Immagini - Imagining Argentina
Immagini - Imagining Argentina (Imagining Argentina) è un film del 2003, diretto da Christopher Hampton.

## Trama
Buenos Aires, 1976, durante il Processo di riorganizzazione nazionale, avvenuto a seguito del colpo di Stato che ha portato al potere nel paese la giunta militare comandata dal generale Jorge Rafael Videla, Cecilia Rueda, una giornalista argentina, "scompare" dopo avere pubblicato un articolo che denunciava la scomparsa di alcuni giovani, avvenuta durante la notte delle matite spezzate. Il marito Carlos, direttore di un teatro per bambini, si mette alla sua ricerca, dapprima recandosi alla ESMA, la scuola allievi ufficiali della marina, usato come centro di detenzione clandestina durante la guerra sporca, e successivamente affiggendo manifesti con la foto della moglie, chiedendo anche informazioni alle persone per strada.

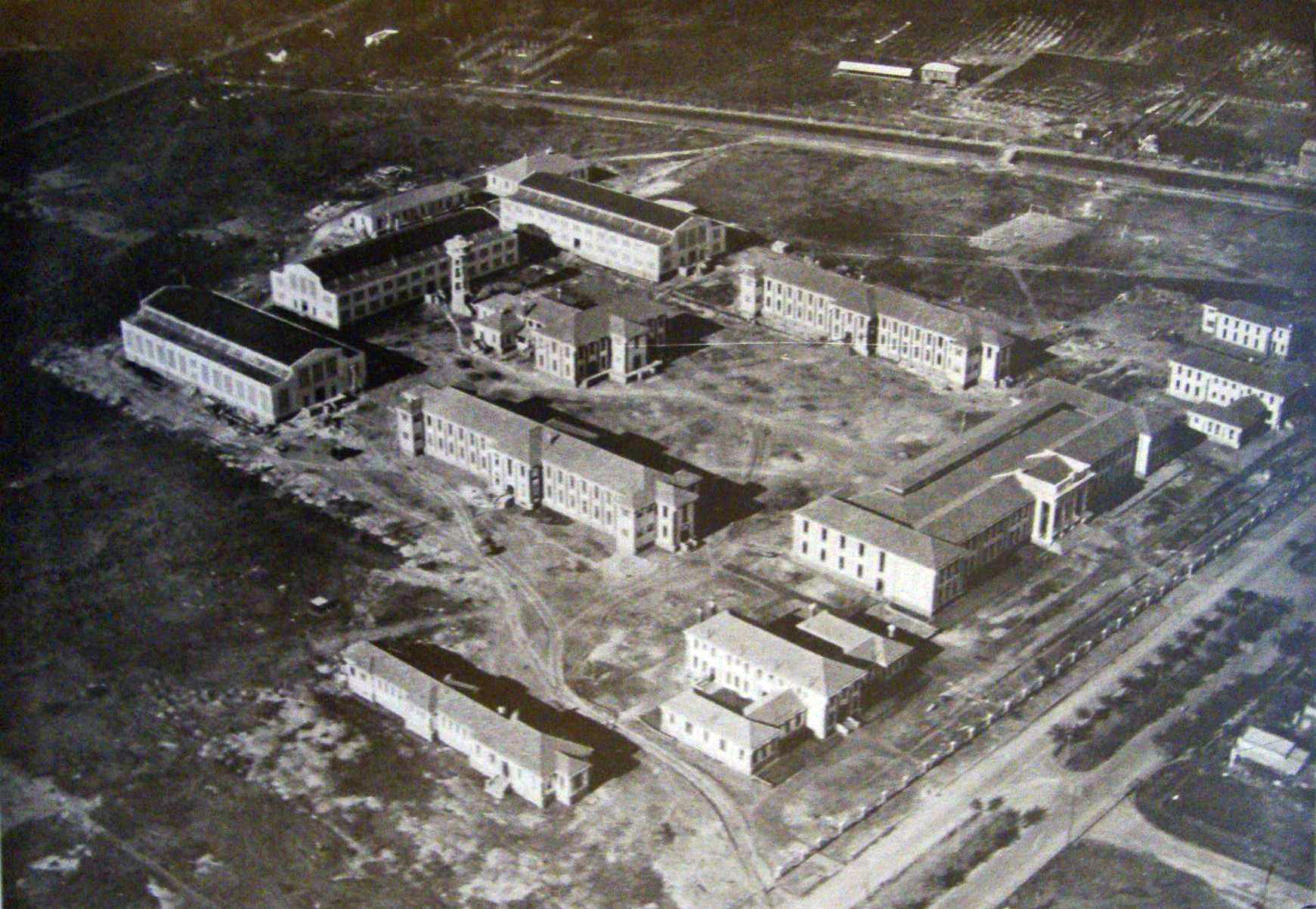
La Escuela Superior de Mecánica de la Armada (ESMA), uno dei centri di detenzione attivi durante la dittatura

Un giorno, parlando con un suo allievo, scopre casualmente di avere proprietà di sensitivo, in grado, tenendo la mano della persona con cui sta parlando ed essendo solo a conoscenza del nome dello scomparso, di "vedere" ciò che gli è accaduto. Nonostante lo scetticismo di amici e colleghi egli si reca dalle madri di Plaza de Mayo, che ogni giovedì girano all'interno della piazza di fronte alla Casa Rosada, per offrire il suo aiuto, mentre contemporaneamente inizia ad avere delle percezioni sulla sorte di Cecilia, senza tuttavia riuscire a capire dove ella si trovi.
Durante una riunione in una chiesa, in cui viene data informazione del numero degli scomparsi, giunti ormai a 2.000, una squadra di agenti in borghese fa irruzione ed arresta nove donne di cui non si ha più notizia; Carlos si reca dal generale Guzmán, Ministro degli interni, per chiedere notizie delle persone scomparse e della moglie, ma non ottiene nessun aiuto, ricevendo inoltre un "avvertimento" sulla sua attività di sensitivo.

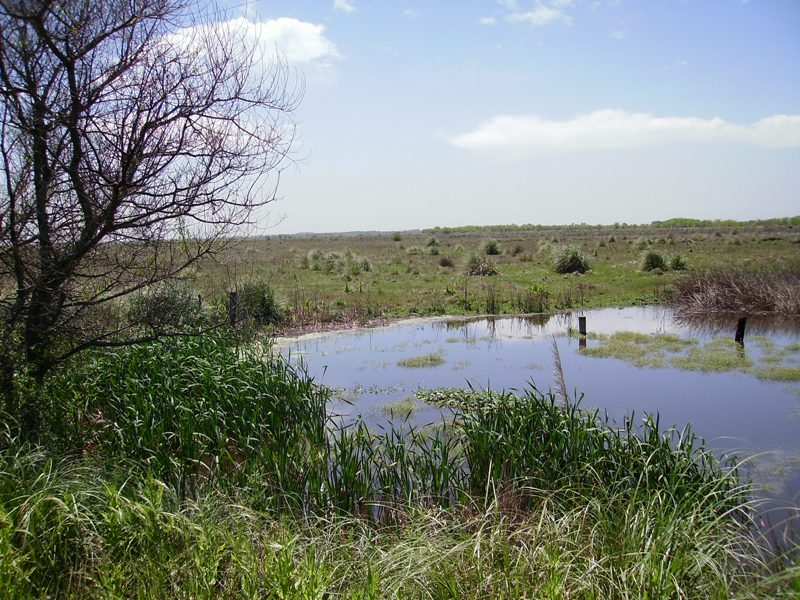
Immagine della pampa nei pressi di Buenos Aires

Dopo l'infruttuoso incontro con il generale egli ha un'altra visione, che gli fa ritenere che Cecilia sia ancora viva e che si trovi in qualche posto nella pampa ed il giorno dopo decide di partire alla ricerca, seguendo il volo di un fenicottero che lo porta ad Esperanza, un'antica villa di campagna dove risiede una coppia di anziani tedeschi, Amos e Sara, sopravvissuti al campo di concentramento di Auschwitz che vivono con la figlia di amici deceduti durante la prigionia. I tre si confidano le rispettive drammatiche storie ed il vecchio racconta di quando le SS elettrificarono la rete su cui si posavano gli uccelli, uccidendoli tutti, e, una volta giunti in Argentina essi si recarono al mercato del quartiere de La Boca, comprando tutti gli uccelli che riuscirono a trovare per portarli nella loro chinta nella pampa, considerandoli un simbolo di libertà.
Il viaggio di Carlos prosegue, seguendo un gufo che lo porta ad un fabbricato ormai abbandonato dove egli riesce a "sentire" che Cecilia vi è stata detenuta, riuscendo anche a "vedere" le violenze, sessuali e fisiche, a cui la donna è stata sottoposta. Tornato a Buenos Aires, con la sensazione che non troverà Cecilia ma sarà lei a ritrovare lui, riprende la sua attività di aiuto ai familiari degli scomparsi scoprendo che Gustavo, un giovane che sostiene di avere perso la sorella, è in realtà una spia, un ufficiale di marina che, una volta scoperto, ordina di rapire Teresa, la figlia tredicenne di Carlos, facendola portare nel medesimo centro di detenzione dove è rinchiusa Cecilia, dove la giovane subisce le stesse violenze inflitte alla madre.

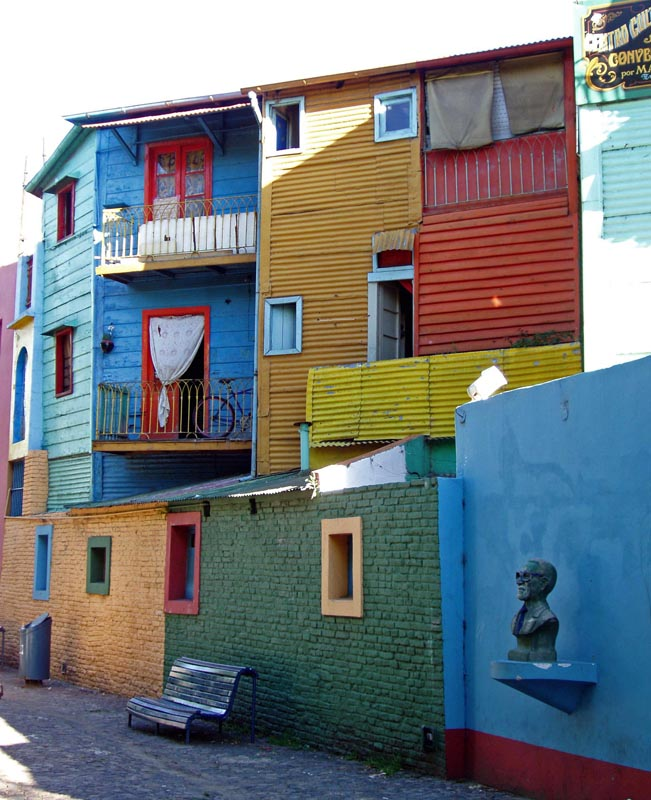
Scorcio del caminito, nel quartiere de La Boca a Buenos Aires

Ripresosi dalle ferite infertegli dagli agenti durante il sequestro della figlia, Carlos intende uccidere il generale Guzmán ma, al momento di sparargli, rinuncia, preferendo inscenare nel suo teatro la maschera della morte rossa di Edgar Allan Poe; la reazione delle autorità al messaggio, seppure pacifico, che egli intende mandare è immediata: il teatro viene dapprima devastato e poi chiuso ed il collega Silvio Ayala viene rapito; la sua compagna e collaboratrice Esme chiede notizie a Carlos ed egli vede la sua morte, avvenuta dopo un mese di torture alla ESMA, facendolo precipitare nel Río de la Plata in uno dei tanti voli della morte.
Dopo avere "conosciuto" la sorte di Silvio i due incontrano il figlio della coppia tedesca, che vive a Buenos Aires ed è proprietario di un negozio di argenteria a La Boca e, passeggiando per il quartiere, vedono una scarpa appesa ad un muro e Carlos viene a sapere dalla donna che abita nella casa a fianco che essa apparteneva ad una donna sequestrata, che ha gridato il nome Carlos prima di essere portata via. Egli, entrato in possesso della scarpa, continua a "vedere" ciò che accade alla moglie ed alla figlia ed un giorno, durante una marcia insieme alle madri di Plaza de Mayo, "vede" la morte di Teresa, fucilata insieme ad altri ragazzi e seppellita nella pampa. Dopo questa visione Carlos tenta il suicidio, lasciandosi annegare nell'Oceano Atlantico, ma decide di sopravvivere e di continuare a "vedere", insieme ad Esme, ciò che sta accadendo a Cecilia, scoprendo la sua fuga dal centro di detenzione, avvenuta dopo avere ucciso un secondino.
Nel 1983 la dittatura ha termine e Carlos ed Esme decidono di ricominciare la loro attività teatrale, mettendo in scena l'Orfeo di Claudio Monteverdi, senza tuttavia riparare i danni che sono stati fatti, tenendoli come "manifesto" per ciò che vi è accaduto, mentre i militari iniziano a temere per i crimini di cui sono resi protagonisti, modificando il loro atteggiamento nei confronti della stampa e delle organizzazioni per la difesa dei diritti umani.
Nell'atmosfera nuova di libertà che si respira nel paese Carlos, durante il carnevale, si reca nuovamente a La Boca e, dopo avere comprato tutti gli uccelli da un venditore, li libera e poco dopo due uomini attirano la sua attenzione verso una casa del caminito dove si trova Cecilia, tenuta nascosta da loro negli ultimi anni, dopo la sua fuga dal centro di detenzione, realizzando la profezia di Carlos secondo la quale sarebbe stata lei a ritrovare lui.